# エリーザベト・フォン・シュレースヴィヒ＝ホルシュタイン＝ゾンダーブルク
エリーザベト・フォン・シュレースヴィヒ＝ホルシュタイン＝ゾンダーブルク（Elisabeth von Schleswig-Holstein-Sonderburg, 1580年9月24日 - 1653年12月21日）は、ポメラニア公ボギスラフ14世の妃。

## 生涯
エリーザベトはシュレースヴィヒ＝ホルシュタイン＝ゾンダーブルク公ハンス（1545年 - 1622年）とその最初の妻エリーザベト・フォン・ブラウンシュヴァイク＝グルーベンハーゲン（1550年 - 1586年）の娘である。両親は1568年8月10日にコリングで結婚した。
1615年にポメラニア公ボギスラフ14世と結婚した。夫妻はリューゲンヴァルデ(現在のダルウォヴォ)に居を構え、1625年以降はシュチェチンに住んだ。姉ゾフィーはポメラニア＝ヴォルガスト公フィリップ2世と結婚した。また、姉アンナは夫の父ボギスラフ13世の2番目の妃となった。
2人の間には子供がいなかった。1622年にボギスラフ14世の弟ウルリヒが亡くなった後、リューゲンヴァルデ城はエリーザベトの寡婦財産として約束された。ボギスラフ14世が1637年に亡くなった後、エリーザベトはそこに移った。
エリーザベトの寡婦財産には、リューゲンヴァルデも含まれていたが、リューゲンヴァルデとは未亡人になった後にしばしば対立した。リューゲンヴァルデにおいて、エリーザベトは有名な「銀の祭壇」の完成を監督し、それをリューゲンヴァルデの聖マリア教会に寄贈し、祭壇は第二次世界大戦まで同教会に残されていた。
エリーザベトは1653年にリューゲンヴァルデで亡くなった。当初リューゲンヴァルデ城の教会に埋葬されたが、後に聖マリア教会のデンマーク王エーリク7世の霊廟に移された。